# Zasavska cesta, Ljubljana
Zasavska cesta je ena izmed cest v Ljubljani; ime je dobila po dejstvu, da vodi proti Zasavju.

## Urbanizem
Cesta poteka po levem bregu reke Save od križišča z Dunajsko in Štajersko cesto. Pri občinski meji MOL se nadaljuje v regionalno cesto proti Litiji.
Na cesto se (od vzhoda proti zahodu) povezujejo: Ježa, Nadgoriška, Jazbečeva pot, Brnčičeva, Tominškova, Soteška pot, Zajčeva pot, Kraljeva ulica, Šentjakob, Zajčeva pot, Podgorica in priključek na E57.
Iz ceste izhaja več slepih krakov.
Z nadvozom prečka železniško progo Ljubljana Šiška–Kamnik Graben in s tem mejo med Črnučami in Ježo (nekdanjima naseljema) ter pri Šentjakobu štajersko avtocesto. 
Trasa ceste poteka mimo naselij Ježa, Nadgorica, Soteska, Šentjakob, Brinje.
Ob cesti se nahajajo naslednje zgradbe:
- tovarna Belinka,
- osnovna šola Šentjakob,
- Inštitut Jožef Stefan - reaktor ...

## Javni potniški promet
Po Zasavski cesti poteka trasa mestne avtobusne linije št. 21. 
Na vsej cesti je šest postajališč mestnega potniškega prometa.   

### Postajališča MPP
| postajališče     | št. linije |
| ---------------- | ---------- |
| 104172 Zasavska  | 21         |
| 104182 Ježa      | 21         |
| 204132 Nadgorica | 21         |
| 204142 Belinka   | 21         |
| 204152 Šentjakob | 21         |
| 204162 Reaktor   | 21         |

| postajališče     | št. linije |
| ---------------- | ---------- |
| 204161 Reaktor   | 21         |
| 204151 Šentjakob | 21         |
| 204141 Belinka   | 21         |
| 204131 Nadgorica | 21         |
| 104181 Ježa      | 21         |
| 104171 Zasavska  | 21         |